# Wipfra (Fluss)
Die Wipfra (historisch auch Wipper genannt) ist ein etwa 40 Kilometer langer Nebenfluss der Gera im Ilm-Kreis in Thüringen.

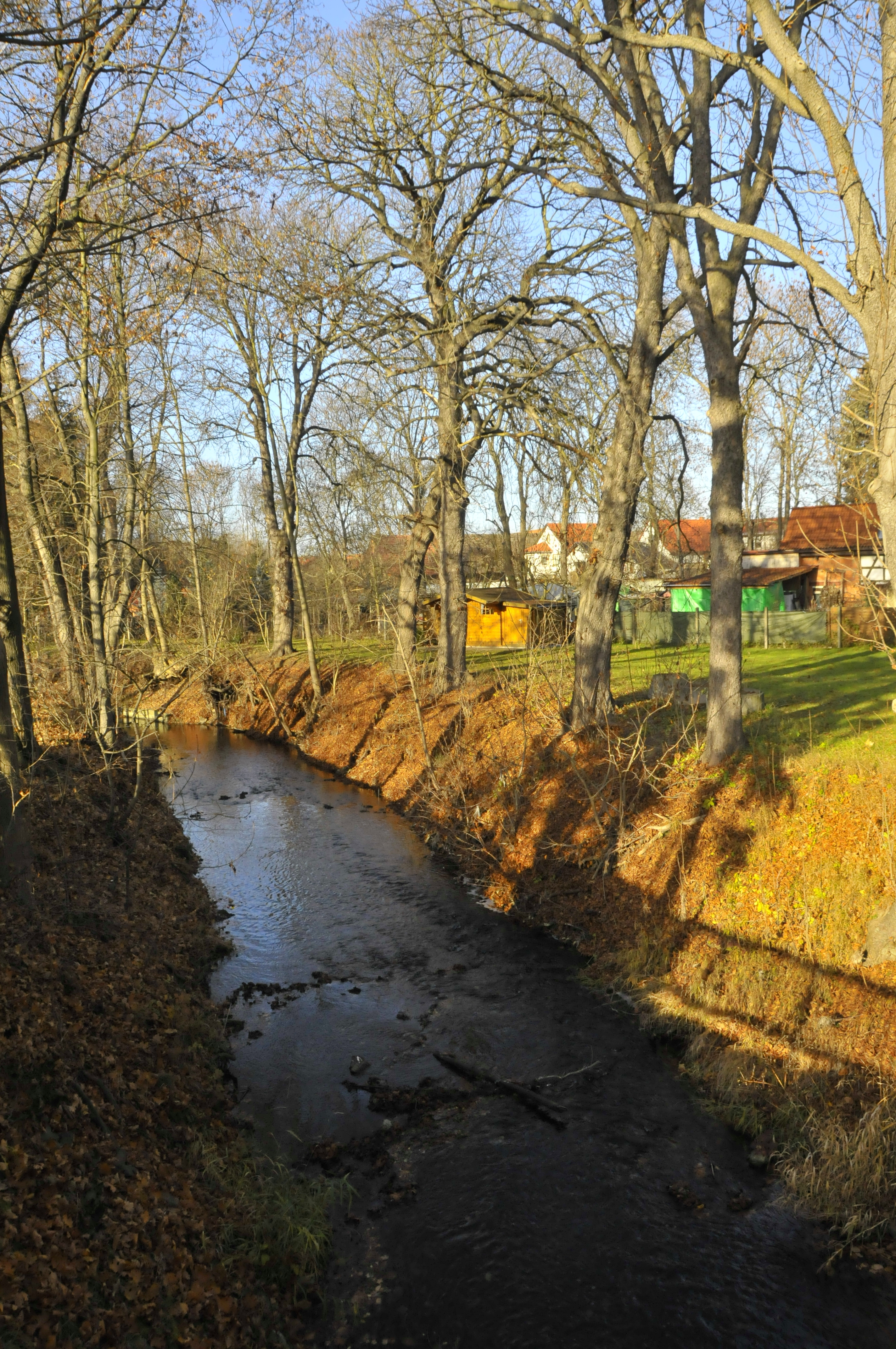
Südlich Eischlebens

## Geografie

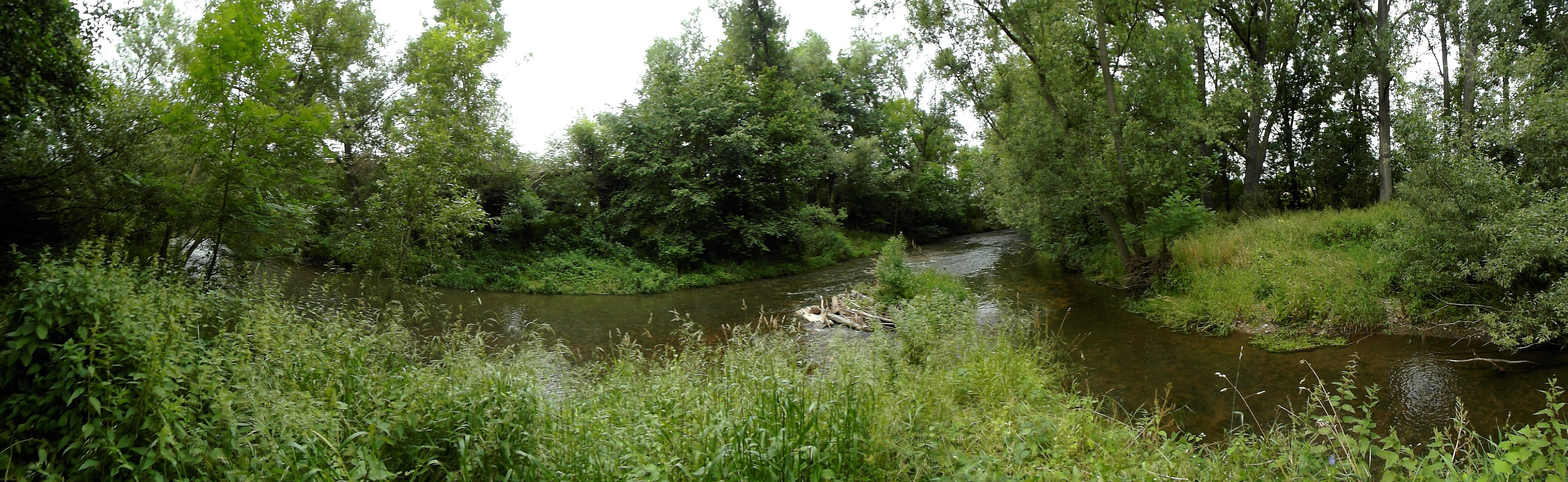
Einmündung der Wipfra rechts in die Gera links

Die Wipfra entspringt westlich von Oberpörlitz im Ilmenauer Stadtgebiet an den Hirtenbuschteichen. Dort liegt der etwa 560 Meter hohe Habichtsberg in dem die recht wasserarmen Quellen der Wipfra liegen. Sie fließt zunächst in östlicher Richtung weiter und bildet nach etwa zwei Kilometern den Streichgrund, der sich von Unterpörlitz bis zur Talsperre Heyda erstreckt. Nördlich von Unterpörlitz wird die Wipfra von der A 71 durch die Talbrücke Streichgrund überquert. Hier bildete sie ein sumpfiges Tal mit zahlreichen kleinen Tümpeln und Teichen. Nun schlägt sie eine nordöstliche Fließrichtung ein und nimmt nach kurzem Weg die Alte Wipfra auf, die den Altwipfergrund durchfließt und ebenfalls von der A 71 durch die Talbrücke Altwipfergrund überquert wird. Dieses rechte Seitental der Wipfra zieht sich östlich von Unterpörlitz bis zum Ilmenauer Wohngebiet Eichicht hinauf und bildet ebenfalls mehrere kleine Teiche.
Wo sich Streich- und Altwipfergrund vereinigen entstand der Streichteich, der ein einzigartiges Feuchtbiotop darstellt. Er liegt auf 424 Metern Höhe und ist Heimat zahlreicher Wassertiere. Unterhalb des Streichteiches überfließt die Wipfra noch die Streitwiese, bevor sie in die 1988 fertiggestellte Talsperre Heyda einmündet. Die Talsperre Heyda ist die größte Wasserfläche im Ilm-Kreis, ihre Oberfläche umfasst etwa 95 Hektar, die Höhe des Wasserspiegels beträgt bei Vollstau 417 Meter über NN. In der Talsperre vereinigen sich noch Schotterbach und Heydaer Bach mit der Wipfra. Die Höhe der Staumauer beträgt etwa 18 Meter. Die Talsperre dient vor allem der Brauchwasserversorgung der Umgebung.
Nördlich der Talsperre tritt die Wipfra erstmals in eine Ebene ein. Hier überquert sie auch die Grenze zwischen der Stadt Ilmenau und der Stadt Arnstadt. In der Ebene liegen die Orte Heyda, Schmerfeld, Wipfra, Neuroda, Kettmannshausen und Reinsfeld, die mit Ausnahme Heydas alle zur Stadt Arnstadt gehören. Die Ebene liegt etwa 400 Meter über NN und wird landwirtschaftlich genutzt. Hier schlängelt sich die Wipfra in nordöstlicher Richtung weiter, sie durchfließt die Orte Wipfra und Neuroda, bevor die Hänge zu beiden Ufern wieder steiler werden und sich erneut ein Tal bildet. Hier durchschneidet der Fluss einen Ausläufer der Reinsberge. Er wird im Westen durch den 544 Meter hohen Gottlobsberg und im Osten durch den 502 Meter hohen Willinger Berg flankiert. Hinter dem Wipfradurchbruch kreuzt er erneut die A 71 sowie die Schnellfahrstrecke Nürnberg–Erfurt. Anschließend biegt die Wipfra in einem weiten Bogen um 270° von östlicher auf nördliche Richtung und durchquert dabei die Orte Behringen, Oberwillingen und Niederwillingen, wo die Bahnstrecke Arnstadt-Saalfeld in das Tal kommt, das sich hier wieder öffnet.
Nun schlängelt sich die Wipfra durch eine etwa 250 km² große Ebene, die von ihr gebildet wurde und in einer Höhe von 300 bis 400 Metern über NN liegt. Die nächsten Dörfer reihen sich in kurzen Abständen an der Wipfra auf. Als erstes kommt Roda, es folgen Görbitzhausen, Hausen und Marlishausen. Alle Orte zählen zur Stadt Arnstadt. Marlishausen hat zwar nur etwa 1.200 Einwohner. Hier verlässt die Bahnstrecke wieder den Lauf der Wipfra um nach Westen Richtung Arnstadt abzubiegen. Letzter Ort der Stadt Arnstadt am Lauf des Flusses ist Ettischleben. Danach folgen Alkersleben und schließlich Elxleben, wo die Wipfra ihre Fließrichtung von Nord auf West ändert. Nächster Ort an der Wipfra ist Kirchheim, das zur Gemeinde Amt Wachsenburg gehört. Alkersleben und Elxleben zählen zur Verwaltungsgemeinschaft Riechheimer Berg. Das letzte Dorf an der Wipfra ist Eischleben, westlich des Ortes mündet die Wipfra in die Gera.

## Geschichte
Das Wasser der Wipfra überfloss bis 1920 fünf Staatsgrenzen auf nur 40 Kilometern Länge. Der obere Abschnitt bis zum Ort Wipfra gehörte zum Amt Ilmenau des Großherzogtums Sachsen-Weimar-Eisenach, Neuroda gehörte zu Sachsen-Gotha, hinter Neuroda folgte das Gebiet des Amtes Arnstadt, das zum Fürstentum Schwarzburg-Sondershausen gehörte. Der Ort Elxleben zählte zu Schwarzburg-Rudolstadt, Kirchheim zu Preußen und Eischleben wieder zu Sachsen-Gotha. Jedoch war die Wipfra in ihrem gesamten Verlauf kein Grenzfluss.

## Namensherkunft
Die Herkunft des Flussnamens wurde von Elfriede Ulbricht aus dem mittelniederdeutschen, holländischen bzw. mittelenglischen Wippen abgeleitet. Demnach ist der Flussname in Deutschland 15-mal belegt, auch in Abwandlungen wie Wipfer. Das Grundwort war ursprünglich aha (eine Variante des -au). Dieses wurde im späten 10. Jahrhundert der Schwächung auf -a und im frühen 11. Jahrhundert auf -e unterworfen und verschwand danach völlig bei der Wipper. Bei anderen Flüssen dieses Namens erhielt sich das -a oder -e. Der Name würde sich also aus drehen, drehende, schwingende Bewegung und Wasser (im Sinne von Fließgewässer) zusammensetzen.
Eine sehr ähnliche Bedeutung nahmen Felix Solmsen und Ernst Fraenkel an, sahen die Wurzel des Namens aber mit noch älterem, indogermanischem Ursprung und übersetzen den Flussnamen als die Hüpfende.

## Umwelt
Wichtigste Biotope im Bereich der Wipfra sind der Streichgrund, der Streichteich und der Altwipfergrund in ihrem Oberlauf. Dort leben viele bedrohte Tier- und Pflanzenarten.
Die Wasserqualität der Wipfra ist bis zur Talsperre Heyda sehr gut, danach bis zur Mündung mäßig. Sie wird durch die intensive Landwirtschaft in diesem Bereich beeinflusst.

## Sehenswürdigkeiten und Bauwerke

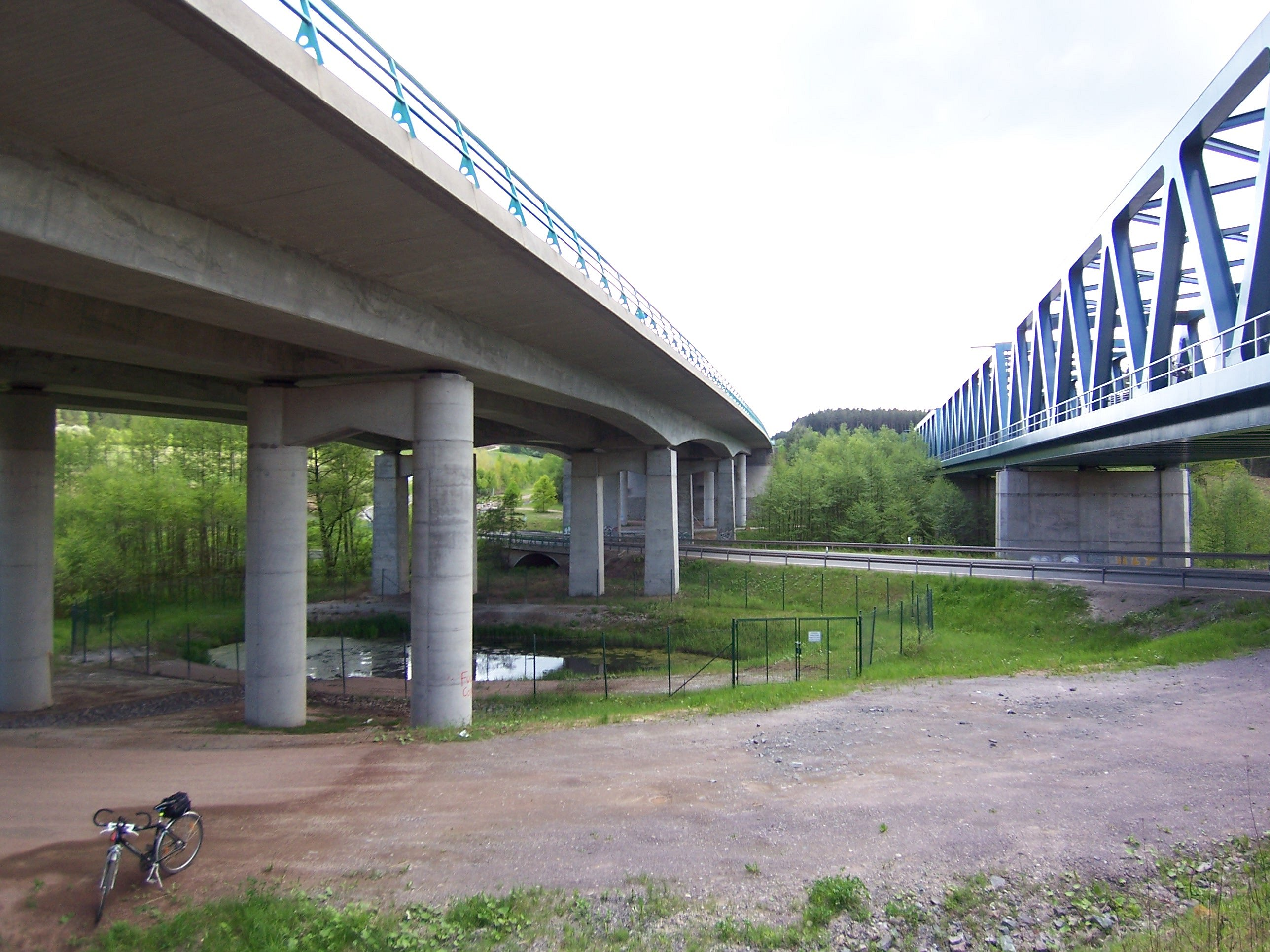
Wipfratalbrücken von A71, Eisenbahn-Neubaustrecke und L1047

Sehenswert sind die Brücken über die Wipfra (von Quelle nach Mündung)
- Talbrücke Streichgrund (A71), 450 Meter lang, 27 Meter hoch
- Talbrücke Altwipfergrund (A71), 280 Meter lang, 35 Meter hoch
- Wipfratalbrücke (Eisenbahn), 172 Meter lang, etwa 8 Meter hoch
- Wipfratalbrücke (A71), 176 Meter lang, etwa 8 Meter hoch

## Wirtschaft
Die Wipfra speist die in den 1980er Jahren gebaute und hauptsächlich der Bewässerung dienende Talsperre Heyda. Sie dient weiterhin zur Brauchwasserentnahme für die Landwirtschaft.